# كورت هولوبو
كورت هولوبو (بالإنجليزية: Kurt Holobaugh؛ مواليد 8 سبتمبر 1986) هو مُقاتل فنون قتالية مختلطة أمريكي.

## وصلات خارجية
- كورت هولوبو على موقع يو إف سي (الإنجليزية)
- كورت هولوبو على موقع شيردوغ (الإنجليزية)
- كورت هولوبو على موقع Tapology.com (الإنجليزية)
- كورت هولوبو على موقع IMDb (الإنجليزية)